# Gare de Higashi-Yodogawa
La gare de Higashi-Yodogawa (東淀川駅, Higashi-Yodogawa-eki) est une gare ferroviaire localisée dans l'arrondissement Yodogawa de la ville d'Osaka. La gare est exploitée par la compagnie JR West.

## Trains
La gare est desservie par les trains locaux. 
Les trains Special Rapid Service et Rapid Service ne s'arrêtent pas à la gare de Higashi-Yodogawa.

## Disposition des quais
La gare de Higashi-Yodogawa dispose de deux quais centraux.
| 1 | ■Ligne JR Kyoto | Passage des trains                |
| 2 | ■Ligne JR Kyoto | pour Shin-Osaka, Osaka, Sannomiya |
| 3 | ■Ligne JR Kyoto | pour Takatsuki et Kyoto           |
| 4 | ■Ligne JR Kyoto | Passage des trains                |

## Gares/Stations adjacentes
| Direction Osaka |  | JR West Ligne JR Kyōto                    |  | Direction Kyoto |
| Pas de service  |  | Special Rapid Service 新快速 Shin-Kaisoku |  | Pas de service  |
| Pas de service  |  | Rapid Service 快速 Kaisoku                |  | Pas de service  |
| Shin-Osaka      |  | Local 普通 Futsū                          |  | Suita           |